# Euryanthe
Représentations notables
- 14 juin 1831 à Paris (livret original)

Personnages
- Le roi Louis VI (basse)
- Euryanthe de Savoie (soprano)
- Adolar, comte de Nevers (ténor)
- Rudolf, chevalier (ténor)
- Bertha, campagnarde, (soprano)
- Lysiart, comte de Forêt (baryton)
- Églantine de Puiset, (soprano)
- Dames, chevaliers, soldats, chasseurs, pages, hérauts, paysans.

Euryanthe (J. 291, op. 81) est un « grand opéra héroïco-romantique » de Carl Maria von Weber dont la première a eu lieu au Theater am Kärntnertor de Vienne le 25 octobre 1823. Bien qu'elle soit reconnue pour l'un des opéras les plus importants de Weber, l'œuvre est rarement mise en scène à cause de la faiblesse du livret de Helmina von Chézy, qui, fut aussi l'auteure de l'échec de la pièce Rosamunde, dont Franz Schubert composa la musique. Euryanthe repose sur le roman de chevalerie L'Histoire de tres noble et chevalereux prince Gerard conte de Nevers et de Rethel et de la tres vertueuse et tres chaste princesse Euriant de Savoye s'amye du XIIIe siècle. Seule l'ouverture, excellent exemple du style initial du romantisme allemand qui annonce Richard Wagner, est jouée couramment au debut du XXIe siècle. Comme l'opéra Alfonso und Estrella moins connu de Schubert, de la même époque et du même lieu (Vienne, 1822), Euryanthe rompt avec la tradition du Singspiel allemand et adopte une approche musicale sans l'interruption du dialogue parlé caractéristique des premiers opéras allemands, comme La Flûte enchantée de Mozart, Fidelio de Beethoven et Der Freischütz de Weber lui-même.

## Histoire des représentations

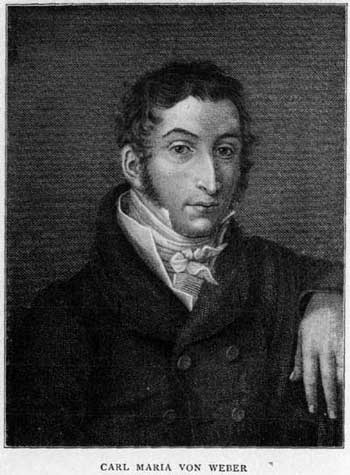
Carl Maria von Weber

La première d'Euryanthe eut lieu le 25 octobre 1823, année où Vienne s'intéressait aux opéras italiens, dont ceux de Rossini. La réaction initiale fut enthousiaste, mais l'opéra ne fut représenté que vingt fois, et l'on se plaignait du livret et de la durée de l'œuvre. Franz Schubert fit le commentaire suivant : « Ce n'est pas de la musique ».
Euryanthe fut produit à l'Académie royale de musique le 6/4/1831. Il y eut 4 représentations en avril. Le livret de Wilhemine Christiane von CHEZY fut réécrit par M. Castil-Blaze car, selon lui, il n'était pas digne d'être offert à des spectateurs français. M. Castil-blaze ne s'est pas borné à changer le libretto dEuryante, il a fait aussi des retranchemens et des additions dans la partition. C'est ainsi qu'il y a introduit d'assez nombreux fragments dObéron. Il a mis aussi les compositeurs vivants à contribution. M. Meyerbeer a fourni sa part dans la partition : c'est une charmante cavatine du Crociato in Egitto admirablement chantée par Madame Damoreau-Cinti, chargée du rôle d'Euriante. L'administration ne s'est pas mise en frais pour monter cet opéra, mais les chanteurs ont réuni tous leurs efforts pour contribuer à sa réussite, et l'on sait avec quel goût chantent Madame Damoreau , Adolphe Nourrit, Dabadie, Alexis Dupont, et même mademoiselle Jawurck. Euryanthe a reçu du public un asez froid accueil.
Malgré cela, l'opéra a eu plusieurs défenseurs depuis. Le compositeur et musicologue Donald Francis Tovey, qui considérait la musique d'Euryanthe comme supérieure à l'opéra Lohengrin mieux connu de Wagner (dont l'intrigue et la musique font écho à Euryanthe à plusieurs égards, en ce qui concerne notamment le recours au leit-motiv), en fit une nouvelle version, tandis qu'Arturo Toscanini dirigea la première à La Scala en 1902.
Pendant son mandat de directeur à l'Opéra d'État de Vienne, Gustav Mahler monta une nouvelle production d'Euryanthe en 1903. Malgré les changements apportés au livret par Mahler lui-même (qui qualifia von Chézy de « poétesse au grand cœur et à la tête vide ») et Max Kalbeck et quelques modifications apportées à la partition par Mahler, il n'y eut que cinq représentations. Mahler était conscient du livret et des absurdités de l'intrigue, dont, au troisième acte, la réunion ridiculement invraisemblable de tous les personnages au milieu d'un désert rocheux, scène qu'il a toujours qualifiée de « réunion des gais lurons ». Leo Slezak jouait Adolar ; et Leopold Demuth, Lysiart.
Carlo Maria Giulini dirigea une représentation en mai 1954 au Maggio Musicale Fiorentino ; un enregistrement de cette représentation et des enregistrements sur le vif d'autres représentations sont offerts sur le marché. L'œuvre a été mise en scène plus souvent ces dernières années.
Grove souligne chez Weber l'utilisation du chromatisme pour dépeindre les personnages maléfiques, la belle orchestration et le savant mélange soigneux de récitatifs, d'ariosos et de morceaux d'ensemble. Selon François-René Tranchefort, par l'emploi, même embryonnaire, du leit-motiv, « Euryanthe surpasse de loin le Vaisseau fantôme et même Tannhäuser, pour égaler Lohengrin […] Sur ses successeurs wagnériens, Euryanthe l'emporte également par le raffinement extraordinaire des timbres, non moins que par l'invention harmonique : l'écriture de Weber se révèle proche à la fois de la transparence mozartienne et de la puissance d'un Berlioz ».

## Rôles
| Rôle                                                           | Voix    | Distribution à la première du 25 octobre 1823 |
| -------------------------------------------------------------- | ------- | --------------------------------------------- |
| Le roi Louis VI le gros                                        | basse   | Joseph Seipelt                                |
| Euryanthe de Savoie                                            | soprano | Henriette Sontag                              |
| Adolar, comte de Nevers                                        | ténor   | Anton Haizinger                               |
| Rudolf, chevalier                                              | ténor   | Jakob Wilhelm Rauscher                        |
| Bertha, campagnarde                                            | soprano | Henriette Theimer-Forti                       |
| Lysiart, comte de Forez et de Beaujolais                       | baryton | Anton Forti                                   |
| Églantine de Puiset                                            | soprano | Therese Grünbaum (en)                         |
| Dames, chevaliers, soldats, chasseurs, pages, hérauts, paysans |         |                                               |

## Synopsis
Année : 1110
Lieu : Prémery et Nevers, France

### Acte 1
Dans un hall du palais du roi Louis de France à Prémery, le comte Adolar chante les louanges de sa promise, Euryanthe. Le comte Lysiart de Forez et de Beaujolais conteste la fidélité de la jeune fille et affirme qu'il pourrait la séduire s'il s'en donnait la peine. Adolar mise sa fortune et ses terres sur la fidélité d'Euryanthe et exige que son ami lui fournisse éventuellement une preuve de sa victoire.
Dans son château de Nevers, Euryanthe donne refuge à Églantine de Puiset, fille d'un mutin. Églantine est amoureuse d'Adolar et, tout en feignant d'être l'amie de sa bienfaitrice, décide secrètement de travailler à la chute d'Euryanthe et de l'arracher à Adolar. Lysiart, qui n'a pas réussi à gagner la faveur d'Euryanthe, assiste Églantine.
Après avoir été questionnée par Églantine, Euryanthe lui révèle un secret qu'Adolar lui a confié : la sœur du comte, Emma, qui a perdu son amoureux sur les champs de bataille, s'est tuée en buvant le poison conservé dans une bague (on entend le thème du « fantôme » de l'ouverture), et son âme ne pourra trouver la paix que lorsque les larmes d'une jeune fille blessée et innocente mouilleront la bague posée sur la tombe d'Emma. Ayant promis à Adolar de garder ce secret, Euryanthe se repent trop tard de l'avoir révélé à Églantine. Après la sortie d'Euryanthe, Églantine chante qu'elle la dénoncera à Adolar ; Lysiart arrive pour mener Euryanthe au palais.

### Acte 2
La nuit, Lysiart chante à la fois sa culpabilité et son amour. Églantine visite la tombe, subtilise la bague et la donne à Lysiart, qui avait presque renoncé à gagner le pari fait avec Adolar. Elle l'informe du secret qui entoure cette bague, et il propose d'épouser Églantine.
Devant une assemblée dans le hall du palais de Prémery, Adolar révèle son anxiété tout en attendant impatiemment son épouse, qui arrive. Lysiart montre le bijou au comte Adolar et prétend qu'Euryanthe lui a raconté son histoire. Adolar est convaincu que sa promise lui est infidèle puisqu'elle doit avoir trahi leur secret. Euryanthe proteste de son innocence ; Adolar abandonne ses biens à Lysiart et s'enfuit dans la forêt avec elle.

### Acte 3
Dans une gorge rocheuse, Adolar a l'intention de tuer Euryanthe, qui proteste encore de son innocence, puis de se suicider. Ils sont subitement attaqués par un serpent, et la jeune fille se jette entre lui et son amoureux ; Adolar le tue. Il ne trouve pas le courage du tuer celle qui voulait se sacrifier pour lui et s'en va, l'abandonnant à son destin. Euryanthe est impatiente de mourir, mais le roi et ses chasseurs arrivent sur les lieux, et elle lui raconte l'histoire de son malheur et la trahison d'Églantine. Bien qu'heureuse de pouvoir revoir Adolar, Euryanthe s'évanouit tandis qu'on l'emmène.
Entre-temps, Eglantine s'est fiancée à Lysiart, et le mariage est sur le point d'avoir lieu au château de Nevers lorsqu'elle est frappée de remords. Adolar est entré en armure noire, la visière baissée. Frappée par le silence des courtisans et toujours amoureuse d'Adolar, Églantine pense qu'Euryanthe lui apparaît en fantôme. Adolar révèle son identité et défie Lysiart au combat. Le roi paraît et, pour punir Adolar de sa méfiance envers Euryanthe, lui dit qu'elle est morte. Triomphant d'apprendre la mort de sa rivale, Églantine révèle le complot et est tuée par Lysiart, furieux. Comme Églantine se meurt, Euryanthe entre et se précipite vers Adolar. Lysiart est emmené, et la sœur d'Adolar trouve enfin la paix, car sa bague a été mouillée par les larmes de l'innocente Euryanthe.

## Enregistrements
- Enregistrement sur DVD d'une représentation du Teatro lirico di Cagliari dirigée par Gérard Korsten,
Distribution : Elena Prokina, Jolana Fogasova (en), Yikun Chung, Andreas Scheibner, Dynamic (en), cat. 33408, 2002.
- Enregistrement en studio de l'opéra complet avec Jessye Norman, Nicolai Gedda, Tom Krause, Rita Hunter et la Staatskapelle de Dresde sous la baguette de Marek Janowski, EMI, 1974.
- Enregistrement de 1949, par la radio autrichienne, d'une interprétation dirigée par Meinhard Zallinger et chantée par Maria Reining (en) et Walter Berry, Aura LRC 1121, 2002.